# Hafenzange
Die Hafenzange, auch Hafengabel oder Topfgabel, ist eine Vorrichtung, die in der manuellen Flachglasherstellung Anwendung findet. 
Die Zange dient zum Entnehmen, Verfahren und zum Ausgießen des Gießhafens. Die beiden Eisenstangen sind mittig so gekröpft, das sie sicher unter dem Gießrand in die Nut greifen. Kurze Querstangen sichern die Zange und verhindern das ungewollte Öffnen. Eine Krankette ermöglicht das Verbringen des Gießhafens über die Gießtafel.
In der großtechnischen Flachglasproduktion ersetzt ein Kran mit Gießvorrichtung die Hafenzange.